# Studiové album
Studiové album je hudební album složené z nahrávek pořízených v nahrávacím studiu. Mezi studiová alba se mohou řadit také nahrávky, které vznikly například v domě daného hudebníka. Na rozdíl od kompilačního nebo koncertního alba běžně neobsahuje žádné již dříve vydané písně. Existují však výjimky, například když se na albu nachází coververze (například Don't Stop od skupiny Status Quo) či nově nahrané verze starších autorských písní (M:FANS od Johna Calea). Studiová alba jsou často nahrávána pomocí více stop, avšak různí interpreti preferují nahrávání všech nástrojů zároveň pro přenesení energie na nahrávku.

## Příklady studiových alb
- Come Over When You're Sober, Pt. 1 (Lil Peep)
- Sgt. Pepper's Lonely Hearts Club Band (The Beatles)
- Exile on Main St. (The Rolling Stones)
- A Night at the Opera (Queen)
- The Wall (Pink Floyd)
- Freak Out! (The Mothers of Invention)
- Sheik Yerbouti (Frank Zappa)
- Paris 1919 (John Cale)
- Iron Maiden (Iron Maiden)
- Back in Black (AC/DC)
- Maska za maskou (The Plastic People of the Universe)
- Reputation (Taylor Swift)
- Tubular Bells (Mike Oldfield)
- Stronger (Kelly Clarkson)
- Midnights (taylor swift)